# Station Sande (Duitsland)
Station Sande (Bahnhof Sande) is een spoorwegstation in de Duitse plaats Sande, in de deelstaat Nedersaksen. Het station ligt aan de spoorlijn Oldenburg - Wilhelmshaven en de spoorlijn Sande - Jever, welke worden gebruikt voor reizigersvervoer. Het station telt vier perronsporen aan twee eilandperrons. Twee van de perronsporen worden niet gebruikt. Op het station stoppen alleen treinen van de NordWestBahn.

## Treinverbindingen
De treinen tussen Wilhelmshaven en Jever moeten kopmaken in Sande. De volgende treinseries doen station Sande aan:
| Serie | Treinsoort                      | Route                                                                                     | Bijzonderheden         |
| ----- | ------------------------------- | ----------------------------------------------------------------------------------------- | ---------------------- |
| RE 18 | Regional-Express (NordWestBahn) | Wilhelmshaven Hbf – Sande – Oldenburg (Oldb) Hbf – Cloppenburg – Bramsche – Osnabrück Hbf |                        |
| RE 19 | Regional-Express (NordWestBahn) | Wilhelmshaven Hbf – Sande – Oldenburg (Oldb) Hbf – Hude – Delmenhorst – Bremen Hbf        | Enkele treinen per dag |
| RB 59 | Regionalbahn (NordWestBahn)     | Wilhelmshaven Hbf – Sande – Jever – Esens (Ostfriesl)                                     |                        |